# Bärnstein (Grafenau)
Bärnstein ist ein Dorf und Ortsteil der Stadt Grafenau im niederbayerischen Landkreis Freyung-Grafenau. Das örtliche Schloss war bis 1799 Sitz des bayerischen Landgerichts Bärnstein.

## Geographie
Bärnstein liegt in der gleichnamigen Gemarkung südwestlich von Grafenau an der Kleinen Ohe.

## Geschichte
Anfang des 12. Jahrhunderts erbauten die Edlen von Bernstein, Ministeriale der Grafen von Formbach, die Burg Bärnstein. 1207 fiel sie an die Grafen von Hals und 1375 an Johann Landgraf von Leuchtenberg. 1417 gelangten Schloss und Amt Bärnstein zusammen mit Ranfels für 16.000 Gulden an Graf Etzel I. von Ortenburg. Dieser überließ die beiden Herrschaften 1438 für 30.000 Gulden dem Herzog Heinrich von Niederbayern. Die Wittelsbacher machten Bärnstein zum Sitz eines Pflegers, der als Hauptmann vor dem Walde zugleich Leiter der militärischen Gebietsorganisation war und über ein Zeughaus verfügte. Während der folgenden Jahrhunderte wurde das Grafenauer Land durch das Landgericht Bärnstein verwaltet.
Franz von der Trenck besetzte im Österreichischen Erbfolgekrieg Bärnstein. Als am 16. Juli 1742 einer seiner Hauptleute aus einem Hinterhalt erschossen wurde, ließ er das Schloss in Brand setzen und die Ruine einschließlich der Schlosskapelle sprengen. An einer anderen Stelle erbaute man ein neues Pfleggerichtsgebäude, das am 6. Juli 1829 abbrannte. Bereits 1799 war der Sitz des Landgerichts Bärnstein nach Grafenau verlegt worden.  Von dem einst bedeutenden Schloss sind nur geringe Mauerreste und die später entstandene Schlosswirtschaft erhalten.
Die mit dem bayerischen Gemeindeedikt von 1818 errichtete selbständige Landgemeinde Bärnstein wurde 1950 der Gemeinde Schlag zugeordnet. Die Gemeindefläche betrug 1925 etwa 694 Hektar, Orte der Gemeinde waren Bärnstein, Grafenhütt, Hötzhof, Köpplhof, Oberhüttensölden, Unterhüttensölden und Voitschlag. Am 1. Januar 1978 wurde die Landgemeinde Schlag nach Grafenau eingemeindet. Am 25. Mai 1987 hatte das Dorf 57 Wohnungen in 44 Gebäuden mit Wohnraum und 136 Einwohner.